# Sistema de rota
El sistema de rota és un ordre de successió dels monarques que no té en compte només els fills sinó els germans. L'hereu del rei no és el seu primogènit sinó el germà mascle que li segueixi en edat. Se succeeixen els germans fins que no en queden i llavors hereta el fill gran viu del monarca familiar més antic, que al seu torn passarà el llegat als seus germans. Si un príncep perd el pare abans que l'avi, queda automàticament exclòs del llistat.
El Rus de Kíev, entre altres territoris, va aplicar el sistema de rota. Està estretament relacionat amb la successió agnàtica.